# Павловский вокзал
Павловский вокзал — историческое здание и конечная станция первой железной дороги Российской империи — Царскосельской железной дороги. Находился в Павловске под Санкт-Петербургом, в Павловском парке в районе Большой звезды. Был разрушен во время Великой Отечественной войны.
Здание железнодорожной станции Павловск для пассажиров, названное «Воксал» (от англ. Vauxhall — воксал), став нарицательным, легло в основу появления в русском языке слова вокзал.

## История

### Основание и XIX век
Движение на участке Санкт-Петербург — Павловск было открыто 22 мая 1838. С целью привлечения публики Франц фон Герстнер предложил устройство на конечном пункте здания вокзала «для пристанища и удовольствия публики». В докладной записке «О выгодах построения железной дороги из Санкт-Петербурга в Царское Село и Павловск» он писал:

«На конце дороги устраивается новое Тиволи, прекрасный воксал: он летом и зимою будет служить сборным местом для столичных жителей; игры и танцы, подкрепление сил на свежем воздухе и в роскошной столовой привлекут туда всякого».
Здание концертного здания с рестораном было построено по проекту архитектора А. И. Штакеншнейдера. Оно было закончено и открыто для публики 23 мая 1838 года. Первоначально предполагалось, что вокзал будет функционировать круглогодично, но из-за малой посещаемости зимой с 1840 года в зимнее время он был закрыт, и лишь в отдельных случаях в нём проходили концерты и балы.

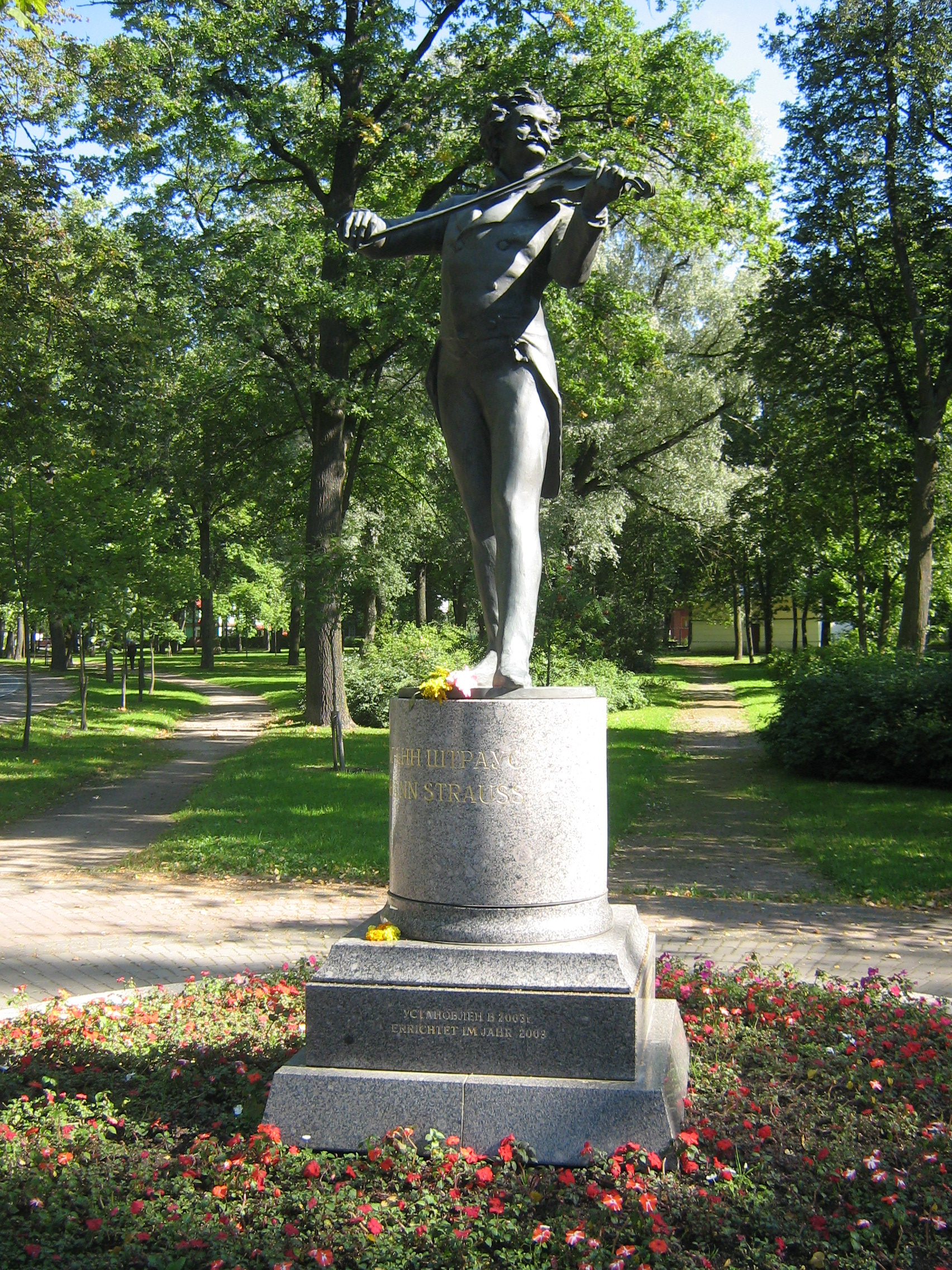
Памятник Штраусу в Павловске

Павловский вокзал стал первым постоянным концертным учреждением России, в котором выступали симфонические оркестры. В сентябре 1838 года выступили цыгане, за ними в начале следующего года прибыл симфонический оркестр под управлением И. Германа, а с 1856 года в течение десяти сезонов выступал Иоганн Штраус (сын). Дирижировали на вокзале выдающиеся музыканты А. К. Глазунов, Р. М. Глиэр, А. К. Лядов, Н. А. Малько, В. И. Сук, а выступали Л. В. Собинов, Н. Н. и М. И. Фигнеры, И. В. Ершов, А. Д. Вяльцева, Г. Венявский, С. С. Прокофьев и другие. В Павловском вокзале дала одно из своих последних выступлений в России балерина А. П. Павлова.
После пожара 3 января 1844 года, вокзал был восстановлен и открыт 13 мая, а затем (в 1860, 1871, 1884 годах) перестроен и расширен. В 1875 году по проекту архитектора Н. Л. Бенуа неподалёку был возведен Павловский театр.

### Начало XX века
В 1900 году Станция Павловск перешла в ведение Московско-Виндаво-Рыбинской железной дороги.
В 1904 году при строительстве Витебской линии, была устроена станция вне парка и старая станция получила название Павловск I.

### Советский период
После 1918 года Павловский музыкальный вокзал и театр составили комплекс, в котором выступал симфонический оркестр из 80 музыкантов. За летний сезон он дал двадцать концертов. В качестве руководителя выступил дирижёр Н. А. Малько. Среди других коллективов здесь выступал первый в России великорусский оркестр народных инструментов под управлением В. В. Андреева, пел Ф. И. Шаляпин.
В 1921 году Московско-Виндаво-Рыбинская железная дорога была расформирована и Петроградская сеть перешла в введение Северо-Западных железных дорог, станция перешла в введение данной дороги.
В 1929 году Октябрьская железная дорога и Северо-Западные железные дороги были слиты в одно управление, — Октябрьские железные дороги, в которую и вошла станция Павловск.
С 1940 года по 1942 год станция в введении Ленинградской железной дороги.
За годы войны здание вокзала и перегон были разрушены, и после войны не восстанавливались, хотя железнодорожная ветка Царское Село — Тярлево — Павловск I указывалась на схемах до 1952 года. В Павловском парке от ансамбля вокзала сохранились фонарь, чаша фонтана и здание вокзальной кухни.

### Современность
К 2027 году к 250-летию Павловска планируется воссоздавать Музыкальный вокзал.

## Галерея

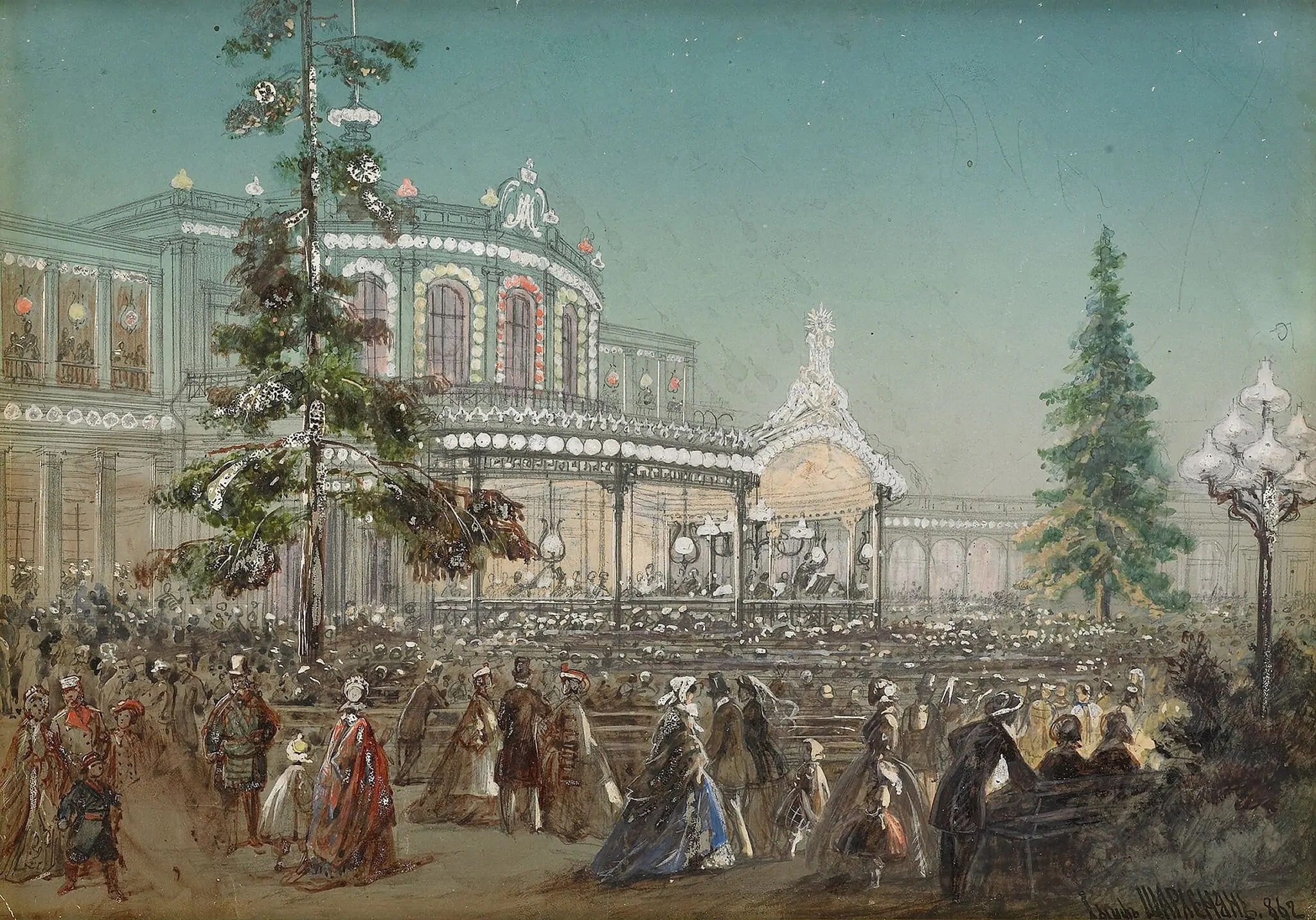
Гуашь Адольфа Шарлеманя. Празднование 25-летнего юбилея Царскосельской железной дороги в Павловском концертном зале. 1862
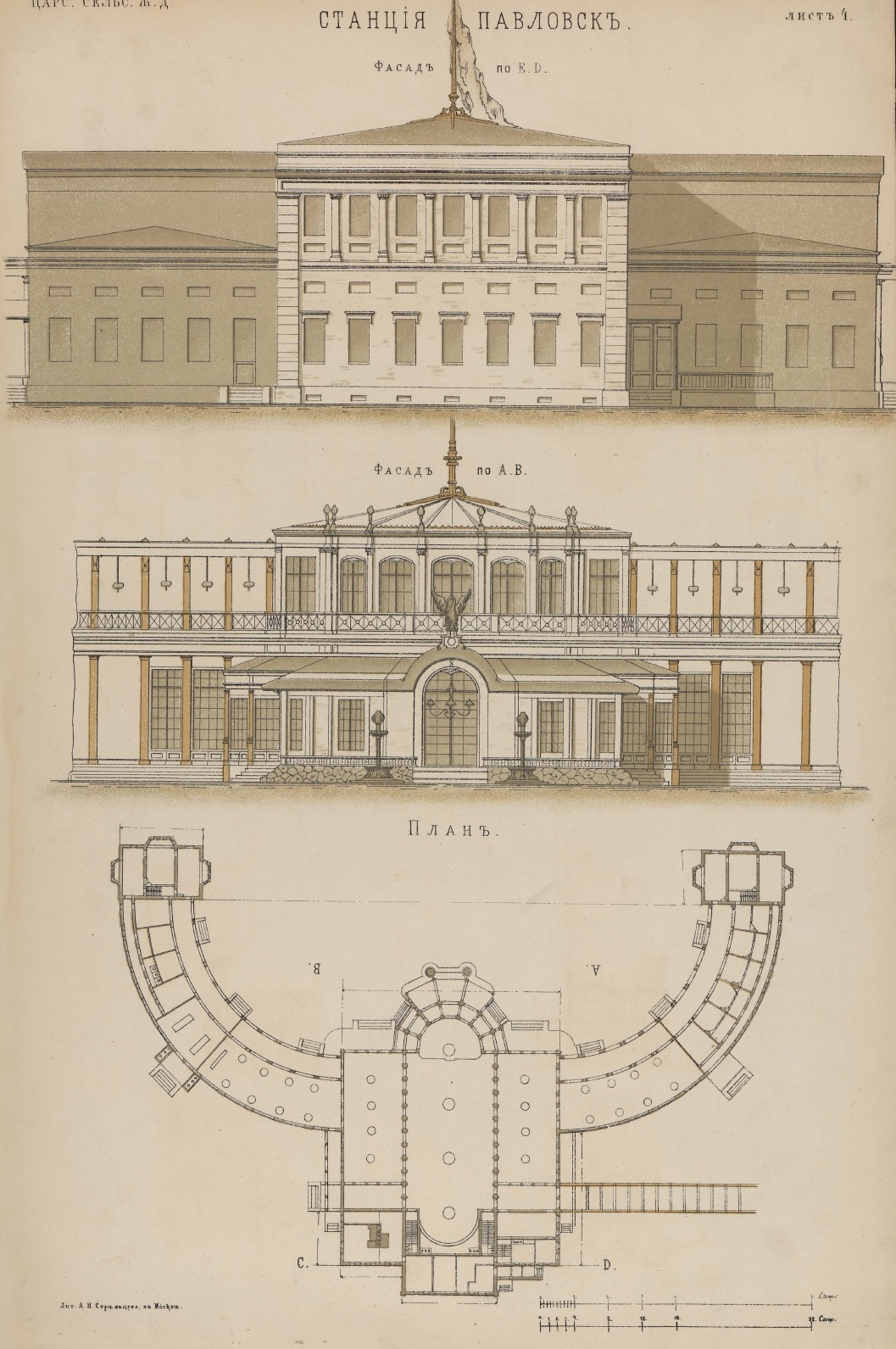
Чертёж Павловского вокзала. 1872
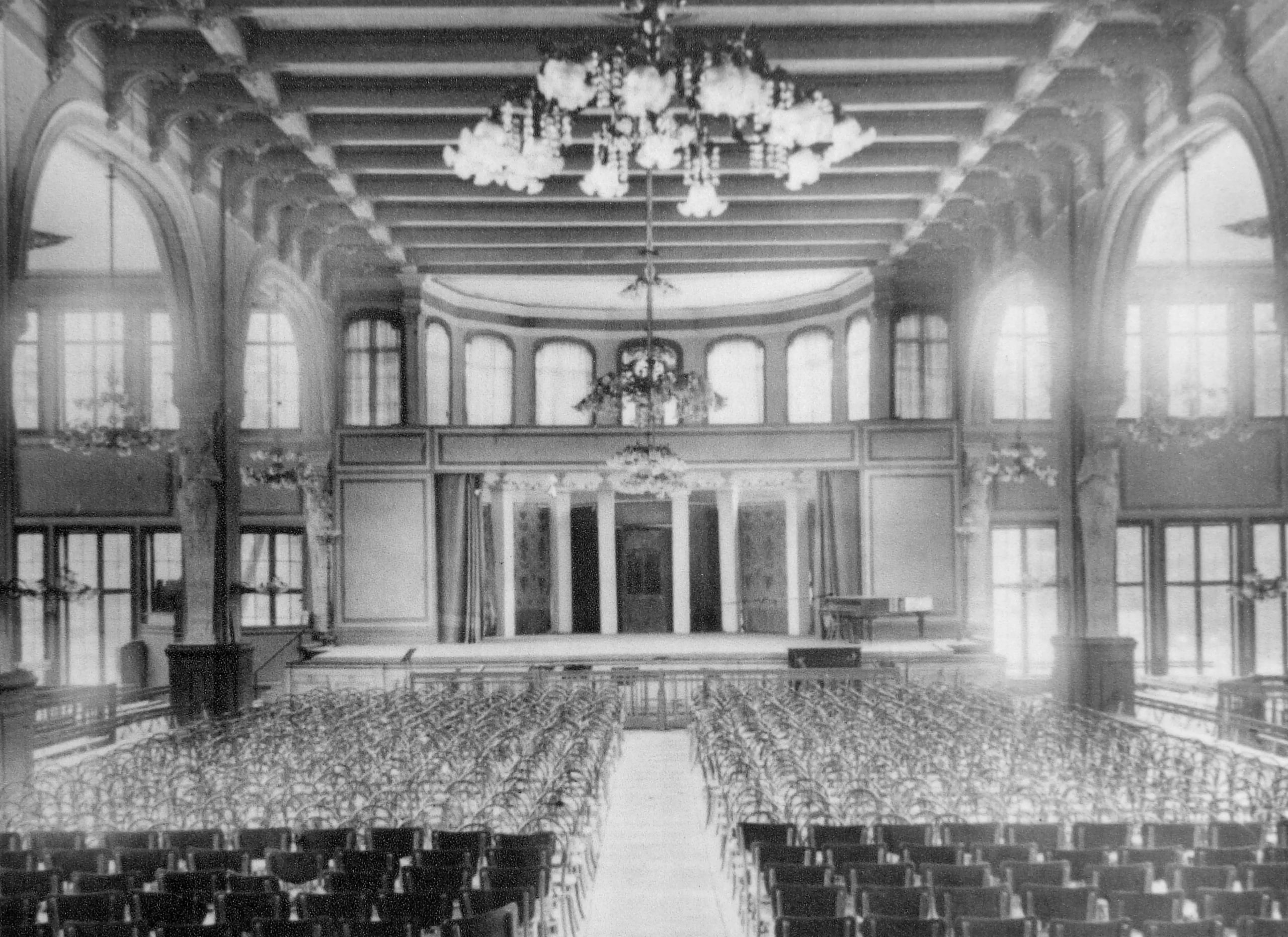
Интерьер концертного зала. 1927